# Potgieterstraat

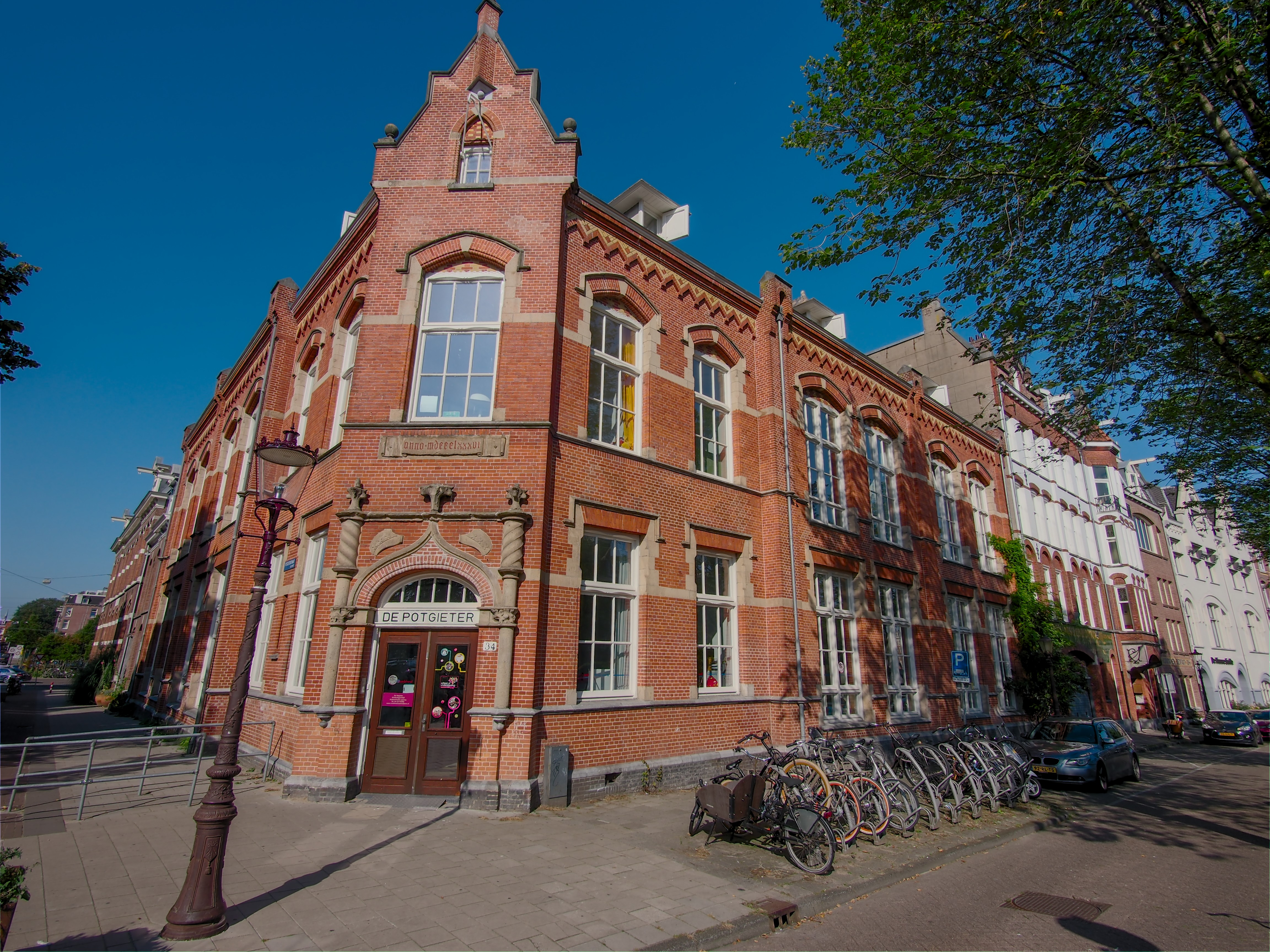
De Potgieter; symmetrische op de hoek (augustus 2017)

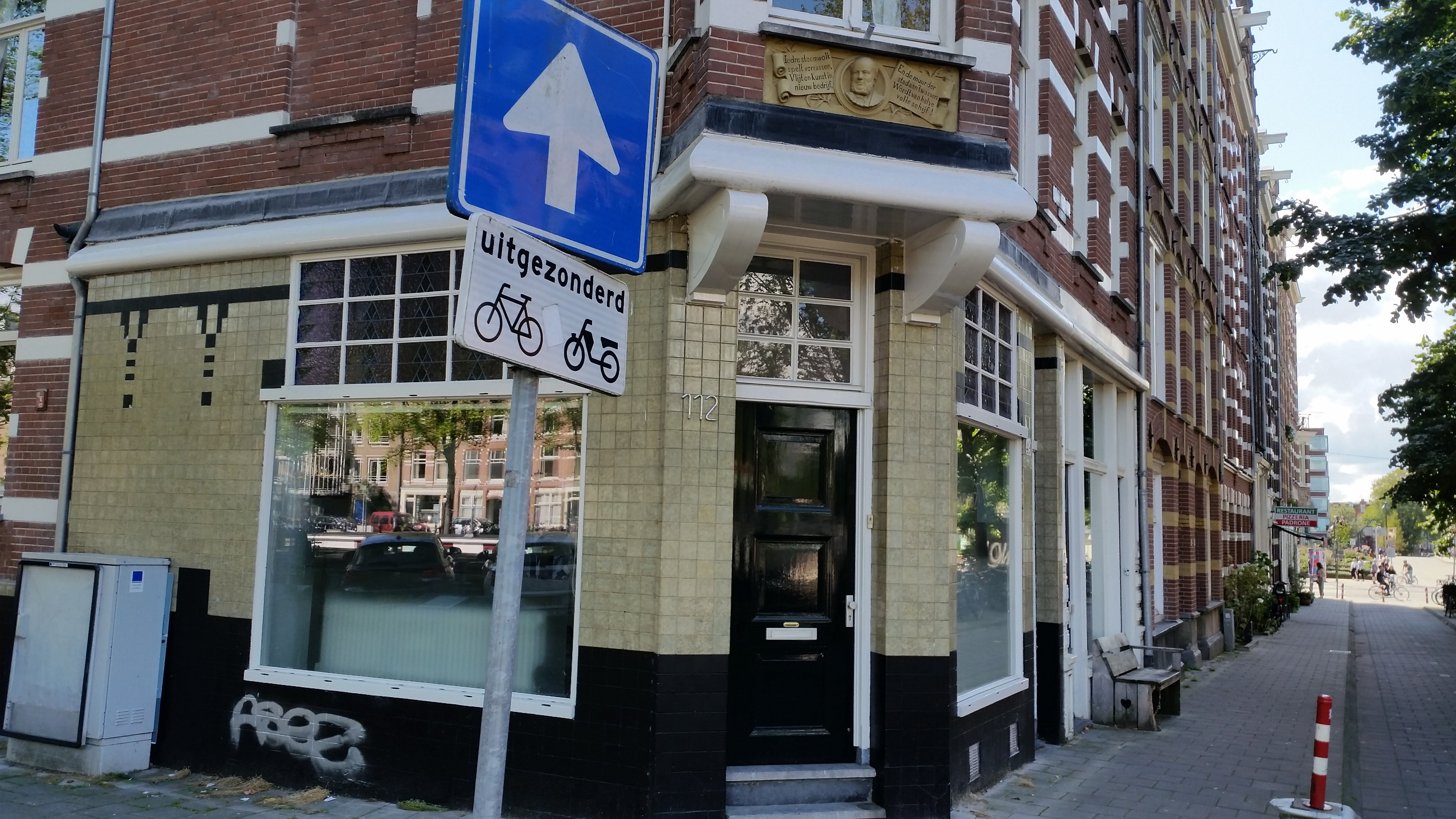
Pui van Potgieterstraat 49; plaquette naast verkeersbord (september 2019)

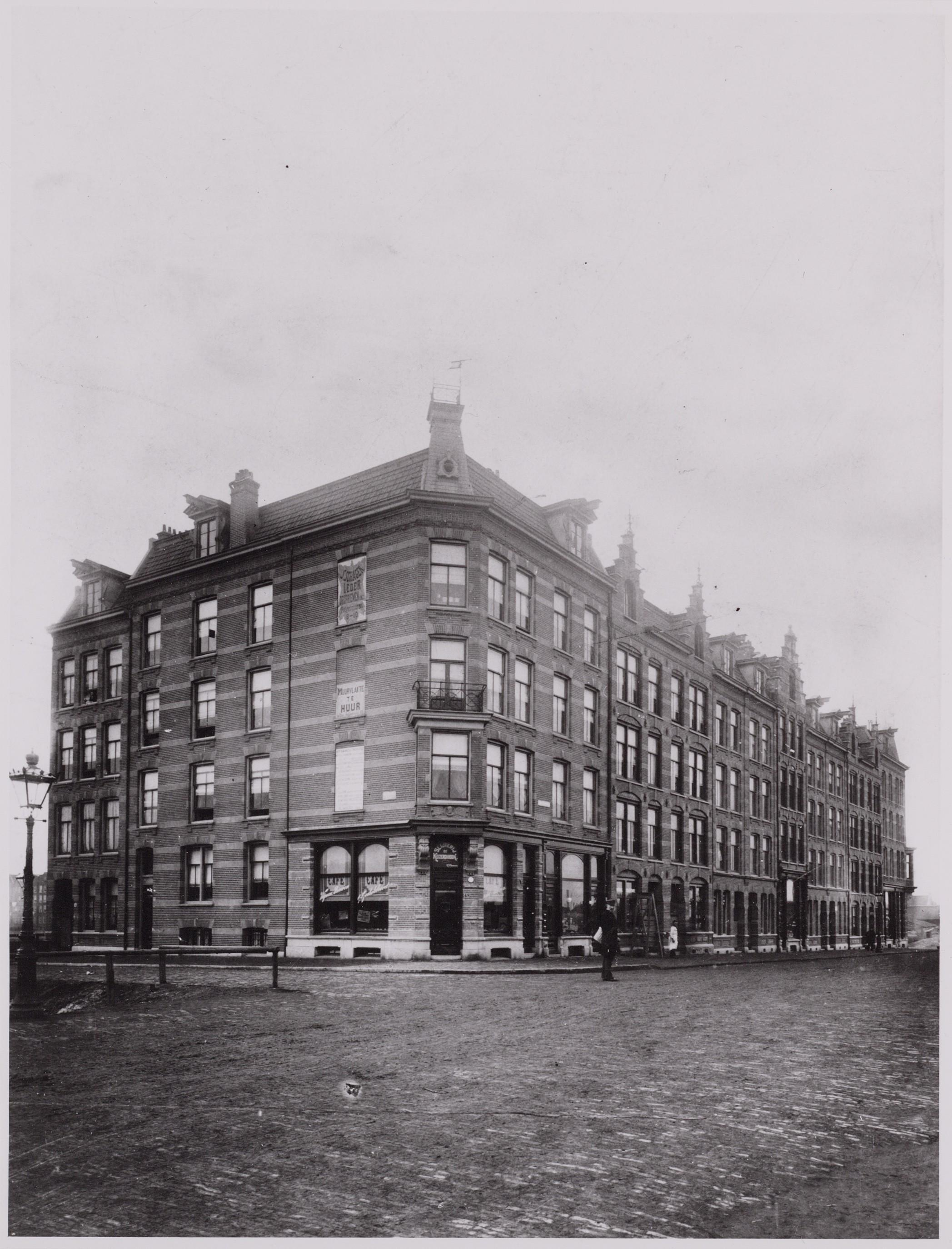
Potgieterstraat 49 in circa 1892 met plaquette; de Da Costakade (links) is nog niet volgebouwd

De Potgieterstraat is een Nederlandse straat in Amsterdam Oud-West.

## Geschiedenis en ligging
De straat kreeg haar naam per raadsbesluit van 30 november 1881; een vernoeming naar Everhardus Johannes Potgieter in zijn capaciteit van schrijver. De straat werd geherdefinieerd op 15 april 1903. De straat ligt op de voormalige terreinen van uitspanning/tuin de Keizerskroon en de Kwakerspoel met haar zaagmolens.
Bij de inrichting van deze wijk rond 1887 ontstond de straat buiten planningen om tussen de Nassaukade en wat later de Bellamystraat zou worden, de Bilderdijkgracht moest nog gegraven worden. Ze kreeg dan ook geen overspanning over de Singelgracht. Voor de verbinding tussen de twee delen van de Potgieterstraat aan weerszijden van de Da Costagracht werd in 1896/7 de Jacobus Craandijkbrug gebouwd. De eerste versie van de Smederij Meisterbrug (brug 164) uit 1901 werd oorspronkelijk nog in de Potgieterstraat aangelegd. In april 1903 werd de straat administratief ingekort tot aan de Bilderdijkstraat. Het westelijke stuk kreeg de namen Kwakersplein, Kwakersstraat en Bellamyplein.

## Gebouwen
De straat werd ingericht als woonstraat met iedere keer kleine blokjes van panden van architecten als J.H. Lesmeister en A.J. Tijmensen. De oneven huisnummers tussen 37 en 73 komen van een ontwerper. In de straat zijn drie schoolgebouwen te vinden, die een relatief groot deel van de plattegrond opvullen.

### Potgieterstraat 34
Al in 1885 lag de bouw van een school in de planning, daartoe werd in 1886 geld vrijgemaakt voor de zandophoging. Het zou daarbij gaan om een lagere school eerste klasse op de hoek van de Potgieterstraat en Da Costakade.. De gevel vermeldt Anno MDCCCLXXXVI. Boven de toegang zijn twee stadswapens te zien met de drie Andreaskruizen. De school kreeg de naam Comeniusschool, Amsterdam kreeg niet veel later een Potgieterschool aan het Bilderdijkpark. Het gebouw werd in 2009 tot gemeentelijk monument verklaard. Het uiterlijk symmetrische gebouw met een diagonaal liggende hal werd ontworpen door de Dienst der Publieke Werken in een eclectische stijl met enige oosterse invloeden. Het laat het toenmalige gebruik van grijs natuursteen en rood baksteen zien. Rond 2012 is het monumentenpand duurzaam gerenoveerd, zodat het weer aan de eisen voor gebruik voldeed. Daarbij is het uiterlijk zoveel mogelijk in tact gelaten en werden bijvoorbeeld de niet originele doorlaten van schoorstenen weggewerkt door zorgvuldige gezochte bijpassend baksteen opgevuld.

### Da Costastraat 36
Dat de buurt kinderrijk was blijkt uit dat binnen een aantal jaren al gebouwd werd aan een tweede school, dit maal een openbare school der eerste klasse. Ook deze school werd ontworpen door de Publieke Werken, maar dan in een neorenaissancestijl van 1887.

### Potgieterstraat 36-38
Voor de Nederlands hervormden kwam daar in 1899 nog een school met onderwijzerswoning bij op Potgietersstraat 36-38 en Bilderdijkstraat 99. Dit complex werd ontworpen G.W. Vixseboxse, bekend van de Muiderkerk in Oost. Bij de aanbesteding werd kenbaar gemaakt dat alleen leden van de Hervormde Gemeente een bod mochten uitbrengen.

## Plaquettes
Op het gebouw Potgieterstraat 49 is vermoedelijk al sinds de oplevering een plaquette te zien met een reliëfportret van E.J. Potgieter. Te lezen is:
Iedre stoomwolk
spelt verrassen,
vlijt en Kunst in
nieuw bedrijf
En de muur der
stad aan ’t wassen
wordt van halve
volle schijf.
Een tekst uit Een ander visioen, een bede aan Mr. S. Vissering beginnend met "Mijmrend schepper van IJ-muiden". Het is een gedicht over de aanleg van het Noordzeekanaal. Het gebouw is later opgesierd met een modern tegelwerkmotief.
Ook op Potgieterstraat 61 zit zo'n plaquette, met de tekst:
Gezondheid eischt zij voor de menigt'
Die zwoegt en zweet in zwaar bedrijf,
Een voedzaam brood, een ruim verblijf,
Wie mildst de ligchaamsnooden lenigt
Wekt vlugst den geest in 't wakkre lijf!
 Het is een strofe uit het gedicht van Potgieter Het nieuwe tolhuis der stad Amsterdam uit 1859.